# Rabbinens katt
Rabbinens katt (Le Chat du Rabbin/Le Chat du rabbin i franskt original) är en fransk tecknad serie av Joann Sfar, originalpublicerad i sju delar 2002–2017. Serien kretsar kring en rabbin, rabbinens dotter och dennas mycket viljestarka katt. Den har blivit mycket framgångsrik i sitt hemland och har översatts till ett antal olika språk. En animerad film baserad på serien hade premiär 2011, och även en teaterpjäs har producerats.
De tre första delarna från 2002–03 har återutgivits på franska samt i ett antal översättningar. Del fyra och fem kom ett par år senare på franska, medan en sjätte samt sjunde del kom i tryck först ett decennium senare.

## Handling
Filmen utspelar sig i en liten judisk familj i en stor hamnstad i norra Afrika. Tiden är någonstans mellan de båda världskrigen, och den stora hamnstaden delas av muslimer (främst araber), européer (främst fransmän) och judar (av den "orientaliska" sort som kallas sefardiska). Den lilla familjen består av en rabbin, hans dotter Zlabya och dennas katt. Katten har inget namn utan kallas "Katten" (Le Chat i original). Dessutom finns här en papegoja, ända tills den obevakade katten en dag gör slut på den saken…
| Vänster: Den huvudsakliga miljön för Rabbinens katt är mellankrigstidens Alger (foto från 1921), även om stadens namn aldrig nämns. Höger: Fram till andra världskriget och staten Israels tillkomst fanns en levande judisk kultur i stora delar av Nordafrika. På fotot (Tunis, 1941) samlas folkmassor utanför Stora synagogan i samband med Rabbin Boccaras begravning. |  | Vänster: Den huvudsakliga miljön för Rabbinens katt är mellankrigstidens Alger (foto från 1921), även om stadens namn aldrig nämns. Höger: Fram till andra världskriget och staten Israels tillkomst fanns en levande judisk kultur i stora delar av Nordafrika. På fotot (Tunis, 1941) samlas folkmassor utanför Stora synagogan i samband med Rabbin Boccaras begravning. |
| Vänster: Den huvudsakliga miljön för Rabbinens katt är mellankrigstidens Alger (foto från 1921), även om stadens namn aldrig nämns. Höger: Fram till andra världskriget och staten Israels tillkomst fanns en levande judisk kultur i stora delar av Nordafrika. På fotot (Tunis, 1941) samlas folkmassor utanför Stora synagogan i samband med Rabbin Boccaras begravning. |  | |

Vart har papegojan tagit vägen? undrar Rabbinen och hans dotter. Det var inte jag, svarar Katten, som nu fått förmågan att tala. Rabbinen är bekymrad – inte över att papegojan är borta eller att familjens katt nu kan tala till honom. Nej, han tycker inte om att Katten ljuger. Rabbinen är en gudfruktig man som följer Guds bud och föreskrifter till punkt och pricka, och ljuga, det gör man inte. En lögnaktig katt är heller inget gott sällskap för hans dotter, så det umgänget sätter Rabbinen stopp för.

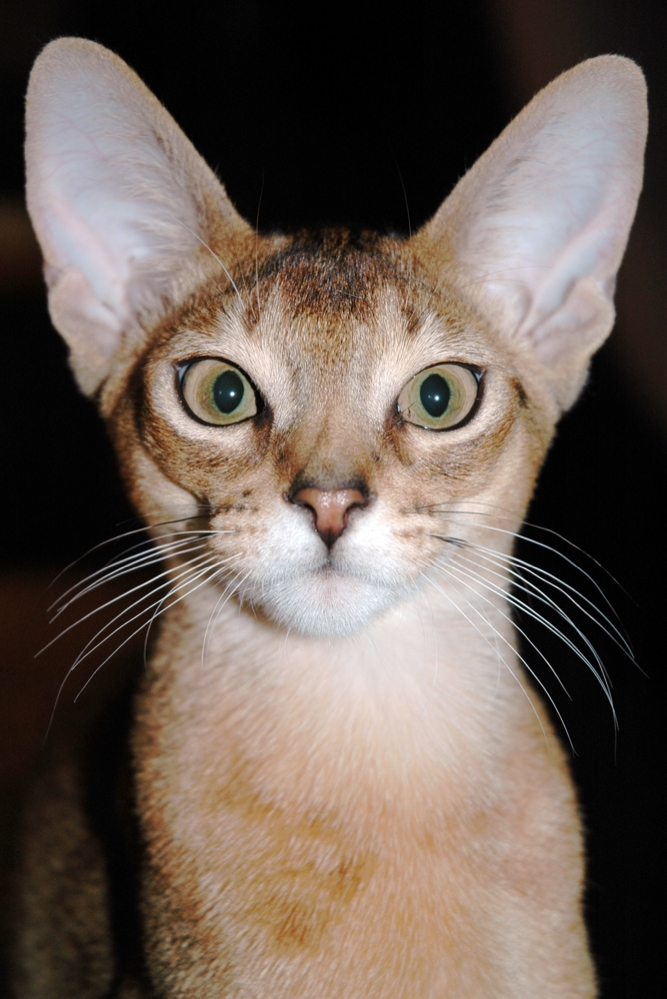
Bild på en abessinier. Joann Sfar har själv en katt av denna långörade ras, som starkt påminner om katten i serien.

Då vill Katten göra sin bar mitzva, för att lära sig att inte ljuga och kunna få träffa matte igen. Han anser att han är stor nog, och som medlem i den judiska familjen har han rätt att få sin judendom bekräftad. Men en katt kan ju inte göra bar mitza, genmäler Rabbinen. Kan jag visst, hävdar Katten, och det blir till att ta sig till Rabbinens egen rabbin och läromästare för att få tvistemålet avgjort. Rabbinens rabbin ger till slut Katten rätt, så Rabbinen får sätta sin uppstudsiga huskatt på skolbänken och lära honom Torah, Talmud och den judiska traditionen.
En dag får Rabbinen ett brev från högsta ort. Han måste göra en tentamen i franska språket, om han vill kunna fortsätta vara rabbin. Mycket kan Rabbinen, men franska var inte hans bästa skolämne. Tentamensdagen kommer, och till och med Katten är orolig över hur det ska gå. En om-det-går-vägen-besvärjelse uttalas, och när Rabbinen mot alla odds lyckas med sin tentamen, kommer besvärjelsens andra effekt – Katten kan återigen bara jama.
Vidare följer vi i serien en begravning bland marockanska judar, en längre utflykt i lag med en arabisk spelman, ett besök av en släkting (Malka) som har ett lejon till husdjur. Lejonet och Katten är förresten vänner.
Sedan bär det av mot Paris. Zlabya har gått och förlovat sig med en ung rabbin med släkten i Paris. Vår rabbin, som aldrig varit utomlands, är högst nödbedd men ger till slut med sig och packar kofferten. Resan och de parisiska upplevelserna kommer han sent att glömma.
(Här slutar synopsis för de tre delar som finns översatta till svenska.)

## Rollfigurer
- Rabbinen. En gudfruktig judisk rabbin som bor ensam med sin snart giftasvuxna dotter och dennes katt.
- Zlabya. Rabbinens dotter. Namnet påminner om en honungsbakelse.[2]
- Katten. En magerlagd hankatt med långa öron och ett tydligt abessinskt utseende. Han är nyfiken och ifrågasättande och seriens berättarjag. När han en dag gör slut på familjens papegoja, får han förmågan att tala och blir närmast odräglig med sitt alltför "mänskliga" beteende. Detta till trots älskar han, som andra hankatter, att ränna runt på stadens hustak om nätterna och att på avstånd betrakta och fundera över människornas – särskilt Rabbinens lärjungars – beteende. Han är vän med rabbinsläktingen Malkas tama lejon, med vilken han kan föra långa samtal.

## Teman

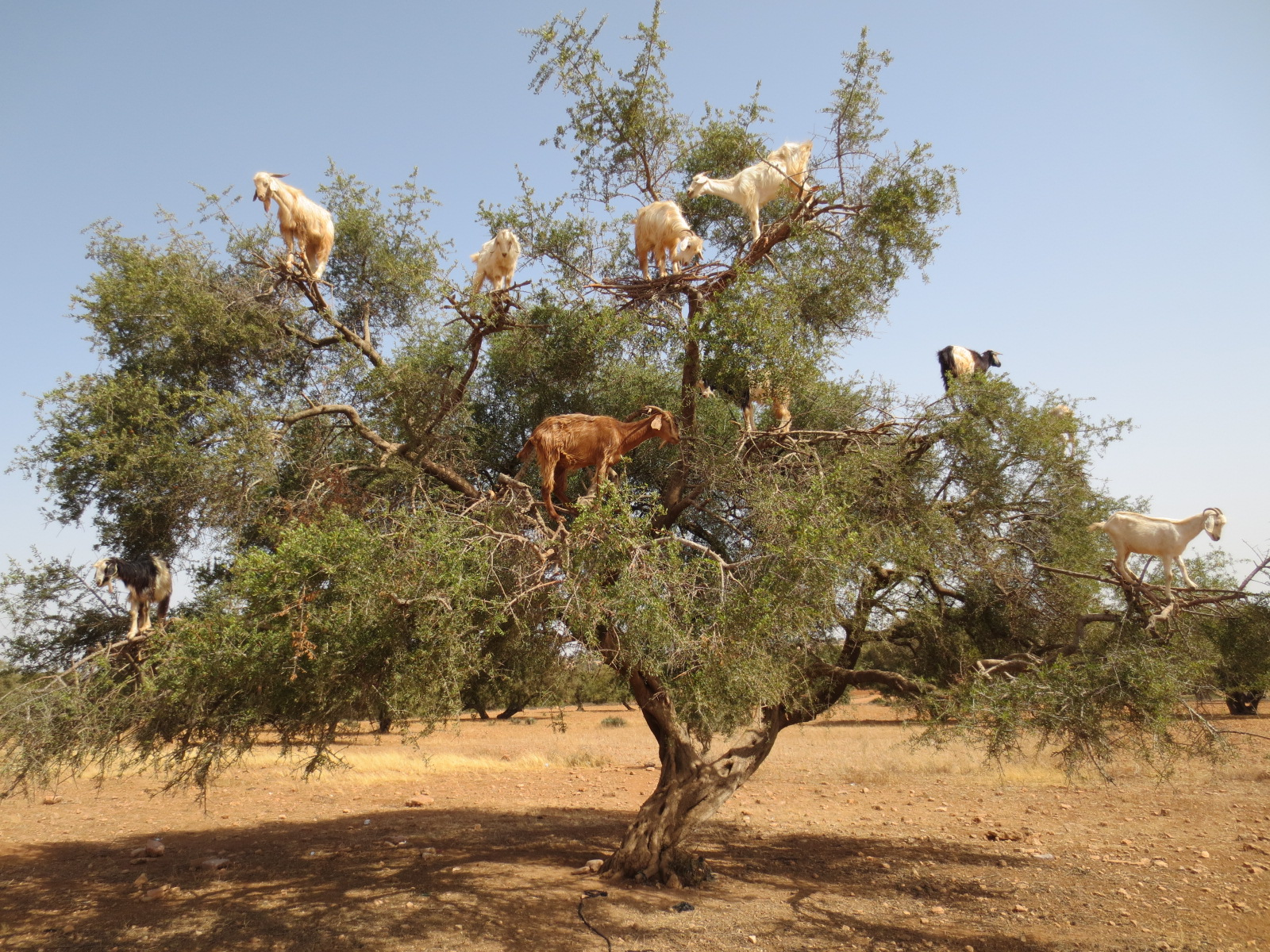
Genom Sfars skissartade teckningar presenteras många realistiska scenerier från 1900-talets Nordafrika. Arganträd med betande getter beskrivs dock i serien (seriesida 20 i den andra albumhistorien) som acacior.

Sfar fördjupar sig på ett lekfullt och humoristiskt, ibland satiriskt men ofta kärleksfullt sätt i sitt judiska arv (hans farfar är från Algeriet). Han spinner ihop en saga som stundtals når surrealistiska dimensioner. Teckningarna är slarvigt men levande utförda, och både de algeriska och de parisiska miljöerna visar fram mellankrigstiden ur ett relativt realistiskt perspektiv.
Femte volymen har, enligt förordet, rasismen som tema. Två andra teman är den traditionsbundne Rabbinens problem inför mötet med den franska stadskulturen samt ifrågasättandet av judiska traditioner. Sfar har studerat filosofi, och Kattens alla besvärliga frågor till Rabbinen sätter dennes auktoritet på svåra prov.

## Mottagande och utmärkelser

### Mottagande
Trots de "slarviga" teckningarna och det annorlunda ämnesvalet, blev serien en stor framgång. Serien har fått motta ett antal priser och har, helt eller delvis, översatts till ett tiotal språk. Rabbinens katt kom att nå långt utanför den vanliga seriepubliken och har i olika sammanhang jämförts med Persepolis. I likhet med Marjane Satrapis serie behandlar den på ett uppsluppet sätt händelser och miljöer ur från släktens rötter i en icke-europeisk verklighet; i Satrapis fall är det en sorts självbiografi, i Sfars fall en samling skrönor med verklighetsanknytning. Båda verken har blivit föremål för framgångsrika animerade långfilmer.

### Utmärkelser (urval)
- 2003: le Prix du Jury Oecuménique de la Bande Dessinée (för första albumet, utdelat vid Seriefestivalen i Angoulême)[5]
- 2003: Prix de la meilleure bande dessinée francophone du Festival d'Angoulême : le choix polonais (för första volymen, utdelat i Angoulême)
- 2006: Eisner Award – Best U.S. Edition of International Material[6]
- 2007: Sproing – Beste utenlandske serie 2006[7][8]

## Utgivning

### Frankrike
- Den tredje volymen av Le Chat du Rabbin förpublicerades i musiktidningen Les Inrockuptibles under juli och augusti 2003.
- Lördagen den 30 juli 2005 distribuerades den första volymen av Le Chat du Rabbin som ett supplement till dagens nummer av dagstidningen Libération.

Sju album har kommit ut på franska. De första tre albumen har därefter tryckts i en samlingsvolym, liksom de två nästföljande.
1. La Bar-Mitsva ('Bar mitsvan'), Dargaud/Poisson pilote 2002. ISBN 2-205-05207-1. Förord av Éliette Abécassis. – Joann Sfar tillägnar den här volymen, som en hyllning, till "alla 1900-talets Alger-konstnärer.[9]. Översatt till arabiska[10], engelska, hebreiska[10], italienska, polska, portugisiska, spanska, svenska, tjeckiska och tyska.
2. Le Malka des Lions ('Lejon-Malka'), Dargaud/Poisson pilote 2002. ISBN 2-205-05369-8. Förord av Fellag. – Översatt till arabiska, engelska, hebreiska, italienska, polska, portugisiska, spanska, svenska, tjeckiska och tyska.
3. L'exode ('Uttåget'), Dargaud/Poisson Pilote 2003. ISBN 2-205-05497-X. Förord av Georges Moustaki. – Översatt till engelska, italienska, spanska, svenska och tyska.
4. Le Paradis Terrestre ('Himmelriket på jorden'), Dargaud/Poisson pilote 2005. ISBN 2-205-05725-1. Förord av Jean Giraud. – Översatt till engelska, italienska, spanska och tyska.
5. Jérusalem d'Afrique ('Afrikas Jerusalem'), Dargaud/Poisson pilote 2006. ISBN 2-205-05868-1. Förord av Philippe Val. – I förordet förklarar Joann Sfar att det här är ett album mot rasism. Översatt till engelska, italienska och tyska.
6. Tu n'auras pas d'autre Dieu que moi ('Du skall inga andra gudar hava jämte mig') 2015. ISBN 2-205-07353-2 – Det här handlar om en erotisk tragedi.[11] Översatt till polska.
7. La Tour de Bab-El-Oued ('Tornet vid Bab-El-Oued') 2017.

### USA
1. The Rabbi's Cat, Pantheon Books 2005. ISBN 978-0-375-42281-2 (samlar de tre första albumen från franska originalet)
2. The Rabbi's Cat 2, Pantheon Books 2008. ISBN 978-0-375-42507-3 (samlar album fyra och fem från det franska originalet)

### Sverige
- Rabbinens katt, Egmont Kärnan 2007 (tryckt oktober 2006)[12], 142 sidor. Översättning, författarpresentation och ordlista: Per A J Andersson. ISBN 978-91-7269-771-3 (samlar de tre första albumen från franska originalet)[13]

## Bearbetningar

### Teater
Rabbinens katt har även satts upp som teaterpjäs, i bearbetning av Camille Nahum och under titeln La Bar-mitsva du Chat du Rabbin ("Rabbinens katts bar mitzva"). Pjäsen gick på Théâtre Michel Galabru från 18 september till 20 december 2004 och därefter på Théâtre du Temple från 22 mars till 28 april 2005. Uppsättningen gjordes av Élise McLeod och Sei Shiomi, och i rollerna fanns Rémi Darcy, Shiran Azoulay och Camille Nahum.
En fristående teaterproduktion baserad på seriehistorien har visats i Finland och Sverige. Där kombineras skådespeleri med människor med dockteaterinsatser.

### Film
En tecknar- och animatörsensemble ledd av Joann Sfar producerade senare Rabbinens katt som animerad långfilm. Den hade fransk biopremiär 1 juni 2011, med bland andra François Morel, Hafsia Herzi och Maurice Bénichou som röstskådespelare. Februari 2012 blev filmen vald till bästa animerade film vid César-utdelningarna. Se vidare Rabbinens katt (film).

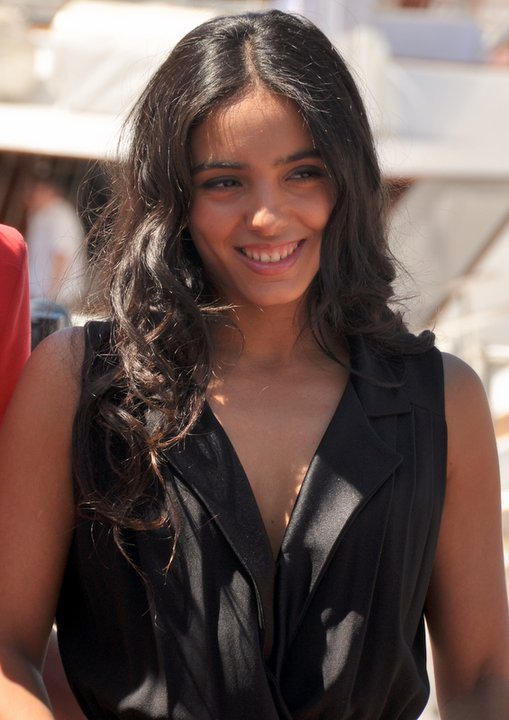
Hafsia Herzi gör Zlabyas röst i filmen.